# Karl Ludwig Bogislav von Goetze
Karl Ludwig Bogislav von Goetze (* 11. Januar 1743 in Berlin; † 15. Februar 1806 ebenda) war ein preußischer Generalleutnant, Chef des Infanterie-Regiments Nr. 19, Kommandant von Berlin, zudem Ritter des Pour le Mérite sowie Erbherr auf Wendemark im Kreis Osterburg.

## Leben

### Herkunft
Seine Eltern waren der preußische General Ernst Ludwig von Goetze (1697–1745) und dessen Ehefrau Maria Dorothea Schlüter (1716–1755) aus Rathenow.

### Militärkarriere
Im Jahr 1758 kam er als Gefreitenkorporal in das Infanterie-Regiment Nr. 36 (Münchow). Im Siebenjährigen Krieg wurde er im Gefecht von Maxen gefangen, aber schon bald wieder ausgetauscht. Am 4. Januar 1759 wurde er Fähnrich und am 11. August 1763 Seconde-Lieutenant. Anschließend kam er am 16. Juni 1764 als Quartiermeisterleutnant in den Quartiermeisterstab nach Potsdam. Am 8. Juni 1775 wurde er mit Erkundungsaufträgen nach Westpreußen geschickt. Während des Bayerischen Erbfolgekrieges war er im Gefolge des Königs. Am 9. Juni 1783 wurde er Hauptmann und Kompaniechef im Grenadierbataillon Nr. 4 (Klingsporn). Dort wurde er am 2. Dezember 1786 Major und am 17. Januar 1787 Quartiermeisterleutnant. Im Feldzug in Holland kam er in den Stab des Herzogs von Braunschweig. Er verdiente gut und erhielt am 16. März 1787 ein Gehalt von 2000 Talern. Für sein Verhalten in Gefecht bei Amstelveen erhielt er am 1. Oktober 1787 den Pour le Mérite und am 24. Oktober 1787 die Beförderung zum Oberstleutnant. Am 14. Juni 1789 wurde er Oberst, außerdem kam er als Ausbilder nach Konstantinopel, um das türkische Heer nach preußischer Art auszubilden. Mit ihm kamen die Leutnants von Schmidt und von Scholten. Die Mission dauerte bis zum 21. Januar 1792, als er aus der Türkei zurückkehrte und zum Brigadier des westpreußischen Füsilierbrigade ernannt wurde. Am schon am 27. August 1792 war er wieder auf dem Weg nach Konstantinopel, kehrt dieses Mal aber schon am 9. Januar 1793 zurück und wird auf Feldetat gesetzt. Sein Gehalt wurde am 22. April 1793 aber schon auf 3000 Taler erhöht. Im Ersten Koalitionskrieg kämpfte er bei der Belagerung von Mainz, im Gefecht von Weitzenburg und wurde bei Schierhöhle verwundet. Am 12. Januar 1794 erfolgte die Ernennung zu Generalmajor und am 21. März 1794 bekommt ihn das Infanterie-Regiment Nr. 19 als Chef.
Er nahm 1794 am Feldzug in Polen teil aber am 14. September 1794 brach seine alte Wunde wieder auf und musste zurückkehren, vom König erhielt er trotzdem den Roten Adlerorden. Am 18. Januar 1796 wurde er zur Unterstützung des Kommandanten von Berlin – dem General von Braun – abgestellt. Am 26. Dezember wurde er selbst Kommandant von Berlin, was ihm eine Zulage von 600 Talern brachte.
Am 20. Mai 1800 wurde er zum Generalleutnant befördert (Patent vom 26. Mai 1800). Als solcher wurde er noch am 25. November 1805 zum Korps des Herzogs von Braunschweig abgeordnet und kam nach Hildesheim. Der General von Dielhert wurde daraufhin Kommandant von Berlin. Aber schon am 15. Februar 1806 starb der Generalleutnant in Berlin und wurde wenig später – am 18. Februar 1806 – in dem Gouverneursgewölbe des Garnisonkirche beigesetzt.